# 소닉 잼
소닉 잼(Sonic Jam, 일본어: ソニック ジャム 소닛쿠 쟈무[*])은 세가의 소닉 팀이 세가 제네시스에 수록된 소닉 게임들의 리마스터 합본 및 소닉 월드(Sonic World, 일본어: ソニック ワールド 소닛쿠 왈도[*]) 등을 세가 새턴으로 발매한 게임이다.

## 개요
PROJECT SONIC의 제 1 탄으로서 메가 드라이브로 발매된 소닉 더 헤지 호그 1 ~ 3와 소닉 & 너클즈 등의 4개 이외에도 소닉 & 너클즈 록온 시스템의 재현이 탑재되어 있어 록온 시스템에 들어있던 3개의 게임도 들어있다. 아울러서 모두 총 7개의 게임을 1개의 합본에 이식하고 원본에는 없었던 새로운 요소를 추가하여 수록하였다. 그리고 본작의 오리지널 요소의 SONIC WORLD 모드가 수록되어 3D화되었다. 소닉을 조작하면서 각 시설의 일러스트나 영상이나 역사와 음악 등의 자료를 관람할 수 있다. 원본에서 미묘한 음질의 변화하는 효과음이 있고 소리의 페이드 아웃 및 페이드 인과 같은 효과가 완전히 없어져 있다.

## 변경점

### Variant Version
새턴에서의 소닉 잼의 버전은 유럽, 일본, 북미에서 출시하였는데 다른 그래픽과 사운드를 가지고 있었다.
- 유럽 연합 버전은 유럽권의  "메가 드라이브" 선택 메뉴에서 설명서 및 소리에 따라 카트 및 다른 모든 기능을 갖춘다.
- 일본어 버전은 선택 메뉴에서 일본의 "메가 드라이브" 소닉 카트를 기능을 주로 일본어로 했다.
- 북미 버전은 선택 메뉴의 "제네시스" 소닉 게임 카트를 선보이고 있다.

### GAME START
소닉 잼은 게임 시작 전에 메가 드라이브 판에서 약간 단순화 된 NORMAL, 심지어 일부 스테이지와 트랩이 생략된 EASY, 메가 드라이브 판과 같은 ORIGINAL의 3종류의 난이도 등을 선택할 수 있다. 소닉 & 너클즈 록온 시스템의 일부 게임은 이 기능이 존재하지 않는다. 또한 소닉 3와 소닉 3 & 너클즈 이외에는 없었던 세이브 기능도 추가되어 이전 중단된 곳으로부터도 재개 가능. 다만 소닉 3의 것과 달리 두 개 이상의 기록을 떠날 수 없다.

### EXTRA GAME
선택한 스테이지를 얼마나 오래 클리어 할 수 있는지를 겨루는 TIME ATTACK, 스페셜 스테이지를 혼자 플레이하고 연속으로 통과하는 SPECIAL STAGE를 플레이 할 수 있다. 또한 소닉 & 너클즈 록온 시스템의 게임의 모드는 존재하지 않는다.

### GAME OPTION
록온 시스템 3 게임 이외에 일본과 해외 버전의 설명서를 열람하거나 제한 시간 유무를 설정하고 있다. 또한 초대 소닉 더 헤지호그에서는 스핀 대시를 사용할지 여부 설정 가능한데 기존 버전에서는 스핀 대시가 불가했다. 또한 소닉 & 너클즈 록온 시스템의 게임에서의 모드는 지원하지 않는다.

## 수록 게임
소닉 잼에 타이틀 게임으로서 수록되어 있는 기존 소닉 게임들은 다음과 같다.
- 소닉 더 헤지혹
- 소닉 더 헤지혹 2
- 소닉 더 헤지혹 3
- 소닉 & 너클즈 (다인용)

소닉 & 너클즈에 있던 록온 시스템도 재현되어 있어 다음 3개의 게임도 즐길 수 있다.
- 블루 스피어즈 (소닉 더 헤지혹)
- 너클즈 인 소닉 2 (소닉 더 헤지혹 2)
- 소닉 3 & 너클즈 (소닉 더 헤지혹 3)

## 소닉 월드
소닉 시리즈의 일러스트 등을 관람할 수 있는 포토 갤러리, 소닉 CD의 애니메이션이나 일부를 제외한 1991년 ~ 1994년 당시 방영이 되었던 TV CM 등의 영상을 관람할 수 있는 영상 박물관, 게임 중에 듣게 되는 음악과 효과음 등을 모두 들을 수가 있는 사운드관, 소닉 등의 캐릭터의 문서를 살펴볼 수가 있는 캐릭터관, 1991년 ~ 1997년까지의 소닉의 역사를 살펴볼 수 있는 캐릭터관 등으로 이루어진 5개 시설이 있다. 시설 외에 필드에서 다양한 과제를 클리어 해 나가는 미션 모드가 있으며 3D로 완성된 필드 안을 돌아다니며 소닉 시리즈에 관한 자료를 볼 수가 있다.
이 소닉 월드는 후 소닉 어드벤처의 프로토 타입인 것이 해외의 잡지에 언급되어 있다.

## 게임컴 버전
타이거 일렉트로닉 사의 게임기인 게임컴으로 나온 게임컴 버전에서는 소닉 2, 소닉 3, 소닉 & 너클즈 등의 게임들을 제공하는데 메가 드라이브 / 제네시스 원본과 다른 감각의 게임이다. 이 버전의 박스 아트는 기능이 같은 소닉 R의 포장이며 이 게임과 더불어 소닉 더 헤지호그 포켓 어드벤처가 세가의 비디오 콘솔이 아닌 다른 비디오 게임 콘솔로 출시되는 소닉 시리즈 역 사상 처음인 두 소닉 게임으로서 자신의 위치를 확고히 보유한다.

## 평가
| 평가 |        |
| --- | ------ |
| 통합 점수 통합사 점수 게임랭킹스 77% [ 4 ] 평론 점수 평론사 점수 올게임 [ 5 ] CVG [ 6 ] 게임 레볼루션 B [ 7 ] 게임프로 [ 8 ] 게임스팟 5.9/10 [ 9 ] Sega Saturn Magazine 92% [ 10 ] Hyper 75% [ 11 ] |        |
| 통합 점수 |        |
| 통합사 | 점수   |
| 게임랭킹스 | 77%    |
| 평론 점수 |        |
| 평론사 | 점수   |
| 올게임 | [ 5 ]  |
| CVG | [ 6 ]  |
| 게임 레볼루션 | B      |
| 게임프로 | [ 8 ]  |
| 게임스팟 | 5.9/10 |
| Sega Saturn Magazine | 92%    |
| Hyper | 75%    |

## 같이 보기
- 소닉 메가 컬렉션
- 소닉 젬즈 컬렉션

## 참조 사항
1. ↑  “SONIC JAM ソニック・ジャム” (일본어). 세가 게임스. 2000년 2월 26일에 원본 문서에서 보존된 문서. 2015년 5월 30일에 확인함.
2. ↑  “Sonic Jam Details Confirmed!”. 《Sega Saturn Magazine》. 21호 (Emap International Limited). July 1997. 6쪽.
3. ↑  세가 새턴 매거진(EMAP)[36]:20-21 1998年 10月
4. ↑  “Sonic Jam for Saturn”. 《GameRankings》. CBS Interactive Inc. 2016년 3월 4일에 원본 문서에서 보존된 문서. 2016년 11월 11일에 확인함.
5. ↑  Williamson, Coliun (2014년 11월 14일). “Sonic Jam overview”. 《AllGame》. All Media Network. 2014년 11월 14일에 원본 문서에서 보존된 문서. 2016년 11월 14일에 확인함.
6. ↑  Lomas, Ed (September 1997). “Sonic Jam”. 《Computer and Video Games》 (190): 66–68.
7. ↑  “Sonic Jam review: Where's the Sonic Peanut Butter?”. 《Game Revolution》. CraveOnline. 2004년 6월 6일. 2015년 11월 17일에 원본 문서에서 보존된 문서. 2016년 11월 11일에 확인함.
8. ↑  Special K 1997, 153쪽.
9. ↑  Rubenstein, Glenn (1997년 7월 10일). “Sonic Jam review”. 《GameSpot》. CBS Interactive Inc. 2016년 1월 13일에 원본 문서에서 보존된 문서. 2016년 11월 11일에 확인함.
10. ↑  Nutter 1997, 69쪽.
11. ↑  O'Leary 1997, 73쪽.